# Episodi di Kickin' It - A colpi di karate (seconda stagione)
La seconda stagione della serie televisiva Kickin' It - A colpi di karate è stata trasmessa sul canale statunitense Disney XD il 2 aprile 2012.
In Italia è stata trasmessa dal 15 ottobre 2012 al 20 settembre 2013 su Disney XD Italia. 
| nº | Titolo originale            | Titolo italiano              | Prima TV USA      | Prima TV Italia   |
| -- | --------------------------- | ---------------------------- | ----------------- | ----------------- |
| 1  | Rock 'Em Sock 'Em Rudy      | Miltonator                   | 2 aprile 2012     | 15 ottobre 2012   |
| 2  | My Left Foot                | Milton superstar             | 9 aprile 2012     | 16 ottobre 2012   |
| 3  | We are Family               | Siamo una famiglia           | 16 aprile 2012    | 17 ottobre 2012   |
| 4  | Eddie Cries Uncle           | Uno zio onorario             | 23 aprile 2012    | 18 ottobre 2012   |
| 5  | Skate Rat                   | Skate mania                  | 30 aprile 2012    | 19 ottobre 2012   |
| 6  | Capture the Flag            | Riprendiamoci la bandiera!   | 7 maggio 2012     | 28 gennaio 2013   |
| 7  | It Takes Two to Tangle      | Chi troppo vuole...          | 11 giugno 2012    | 29 gennaio 2013   |
| 8  | Buddyguards                 | Guardie del corpo            | 18 giugno 2012    | 30 gennaio 2013   |
| 9  | Dojo Day Care               | Dojo baby parking            | 25 giugno 2012    | 31 gennaio 2013   |
| 10 | Indiana Eddie               | Indiana Eddie                | 16 luglio 2012    | 21 luglio 2013    |
| 11 | Kim of Kong                 | La grande sfida              | 23 luglio 2012    | 1º febbraio 2013  |
| 12 | Kickin' It Old School       | Un tuffo nel passato         | 10 settembre 2012 | 16 settembre 2013 |
| 13 | The Chosen One              | L'eletto                     | 17 settembre 2012 | 27 maggio 2013    |
| 14 | Hit the Road Jack           | Vai per la tua strada, Jack! | 24 settembre 2012 | 28 maggio 2013    |
| 15 | A Slip Down Memory Lane     | Un viaggio nel tempo         | 1º ottobre 2012   | 29 maggio 2013    |
| 16 | Wedding Crashers            | Milton Wedding Planner       | 8 ottobre 2012    | 30 maggio 2013    |
| 17 | Wazombie Warriors           | I guerrieri Wazombie         | 15 ottobre 2012   | 31 maggio 2013    |
| 18 | Sole Brothers               | Compagni di "suola"          | 22 ottobre 2012   | 18 settembre 2013 |
| 19 | All the President's Friends | Piccoli presidenti crescono  | 29 ottobre 2012   | 17 settembre 2013 |
| 20 | New Jack City               | Una nuova squadra per Jack   | 5 novembre 2012   | 19 settembre 2013 |
| 21 | Karate Games                | Karate games                 | 12 novembre 2012  | 20 settembre 2013 |
| 22 | Kickin' It On Our Own       | Un calcio al passato         | 19 novembre 2012  | 21 luglio 2013    |
| 23 | Oh Christmas Nuts!          | Lo spirito del Natale        | 3 dicembre 2012   | 24 dicembre 2012  |

## Miltonator
- Titolo Originale: Rock'em Sock'em Rudy
- Diretto da: Rob Schiller
- Scritto da: Dave Bickel

### Trama
Bobby porta un robot al dojo capace di addestrare i ragazzi, così licenzia Rudy. Intanto Milton scopre che il robot si ribellerà quando capirà che gli umani non sono perfetti come lui, quindi con l'aiuto di Eddie, inizia a costruire una macchina capace di distruggere il robot. Intanto Jack, Jerry e Kim fanno capire a Rudy che lui gli manca e che non sono così soddisfatti dei loro miglioramenti. Rudy così torna al dojo per battere il robot, ma non ce la fa, e come lui anche gli altri; si scopre che il Miltonator è una macchina che viene distrutta subito. Dicendo il codice wasabi, i ragazzi battono il robot.

## Milton superstar
- Titolo Originale: My left foot
- Diretto da: Eric Dean Seaton
- Scritto da: Glenn Farrington & Geoff Barbanell

### Trama
Milton vuole che Jack entri nella squadra di football, così lo allena ma alla fine prendono lui. Grazie a Milton succedono molte cose: Kim e Jerry entrano a far parte delle cherleeaders, Eddie avrà un appuntamento con Grace e Rudy è felicissimo. Sono tutti felici, tranne Milton, che preferirebbe fare altro. Alla fine grazie a lui la partita è vinta.

## Siamo una famiglia
- Titolo Originale: We Are Family
- Diretto da: Rob Schiller
- Scritto da: Joel McCrary & Itai Grunfeld

### Trama
I ragazzi vogliono comprare un go-kart così iniziano a fare una raccolta, alla quale però Jerry non partecipa, così Jack lo sgrida. Jerry allora, con i soldi guadagnati dal suo nuovo lavoro, compra il go-kart solo per lui e i ragazzi ci rimangono male, ma Jack e Kim vengono a sapere che il suo capo, il re delle polpette, è un criminale, che costringe gli altri a comprare le sue polpette. Uno delle vittime è Phil; Jerry capisce tutto solo quando Tuzzy viene rapita, così escogitano un piano per riavere Tuzzy e far smettere il re delle polpette. Alla fine riescono.

## Uno zio onorario
- Titolo Originale: Eddie Cries Uncle
- Diretto da: Sean McNamara
- Scritto da: Jim O'Doherty

### Trama
Il basket sarà una delle attività tolte dal programma scolastico e i ragazzi vogliono trovare 5000 dollari per non farlo togliere. Così chiedono ad Eddie di chiamare suo zio, Big Easy, un grande giocatore di basket, ma il ragazzo ha mentito su tutto. Con l'aiuto di Jerry fa credere al gran giocatore di avere un nipote, anche se Big Easy si accorge di tutto, ma non dice niente. Con una partita di basket contro i Globe Trotters riescono ad ottenere i 5000 dollari e nessuno scopre che Eddie non è il nipote di Big Easy.

## Skate Mania
- Titolo Originale: Skate Rat
- Diretto da: Neal Israel
- Scritto da: Glenn Farrington & Geoff Barbanell

### Trama
Il centro dove fare skate viene chiuso e Jack vuole aprirne un altro, così con l'aiuto di Rudy chiede aiuto a Luke, un grande skater. Luke accetta di far costruire la pista, ma Kim ferma tutto, dopo aver scoperto che nella zona lì vivono delle arvicole, piccoli animali. Così vuole dichiararla zona protetta, anche se Luke dopo le promette che porterà le arvicole in un luogo sicuro. Rudy scopre che è tutto un inganno, così la pista non viene più costruita e le arvicole sono libere.

## Riprendiamoci la bandiera!
- Titolo Originale: Capture the flag
- Diretto da: Rob Schiller
- Scritto da: Itai Grunfeld & Joel McCrary

### Trama
È l'ora della parata di Seaford e i ragazzi vogliono riprendersi la bandiera che Teddy, preside della Swatmore (la scuola avversaria), aveva rubato molti anni prima. I ragazzi non ci riescono ma Jack ha un piano: intrufolarsi nel loro carro e prenderla. Intanto Kim partecipa ad un concorso di bellezza contro Claire, una ragazza viziata e antipatica della Swatmore. Alla fine vince grazie al suo discorso e prima della parata aiuta i ragazzi a prendere la bandiera, aiutando Jack a battere i suoi avversari. Alla fine quelli della Seaford vincono e sfilano sul carro della Swatmore.

## Chi troppo vuole...
- Titolo Originale: It Takes Two to Tangle
- Diretto da: Rob Schiller
- Scritto da: Jim O'Doherty

### Trama
Rudy e Jack devono andare a San Francisco per fare un torneo sensei-allievi, ma Rudy vuole ritirarsi quando vede che c'è un suo vecchio nemico che lo aveva sempre battuto. Durante le prove Jack non va bene e Rudy si arrabbia con lui, mandando via Jack. Jack però, anche se arrabbiato, partecipa con Rudy al torneo e il sensei si fa perdonare. Alla fine loro hanno il punteggio più basso, ma sono contenti lo stesso. Intanto Milton diventa molto superficiale dopo aver capito che è bravo a dare consigli, ma tutto torna come prima.

## Guardie del corpo
- Titolo Originale: Buddyguards
- Diretto da: Sean K. Lambert
- Scritto da: -

### Trama
A Seaford ci sarà il concerto della band preferita di Jack e Jerry e loro vogliono andarci, ma per colpa di Jerry perdono il posto.
Quando aiutano il cantante della band, diventano le sue guardie del corpo; poco dopo capiscono che il corista vuole far fuori il cantante principale per avergli rubato il posto, ma Jack e Jerry lo impediscono. Intanto Rudy, Eddie e Milton lavorano da Phil.

## Dojo baby parking
- Titolo Originale: Dojo Day Care
- Diretto da: Sean McNamara
- Scritto da: Byron Kavanagh

### Trama
Jerry sta per essere cacciato da scuola, ma dice al preside che terrà suo figlio a patto che lui non verrà cacciato. Il preside accetta e Jerry aiutato da Jack, Milton ed Eddie trasforma il dojo in un parco per bimbi. Jerry però perde il figlio del preside e con l'aiuto di Jack lo ritrova. Alla fine va tutto a posto: il figlio è vivo e Jerry rimarrà a scuola.
Guest star: Sean Ryan Fox (Timmy)

## Indiana Eddie
- Titolo Originale: Indiana Eddie
- Diretto da: Victor Gonzalez
- Scritto da: J.B. Cook

### Trama
La scuola è finita e i ragazzi ricevono i risultati del test dove si consiglia il lavoro che potranno fare da grandi, ma nessuno ci crede, eccetto Eddie, che è convinto che potrà diventare archeologo. I ragazzi all'inizio gli fanno perdere le speranze ma poi, convinti da Rudy, lo aiutano, facendolo partecipare ad un gioco dove si deve trovare il tesoro. Eddie vuole partecipare con i ragazzi, e loro accettano. Alla fine il tesoro è una mini-statuina di un coniglio, ma i ragazzi sono felici comunque. Intanto Rudy aiuta Phil a prendere un grillo. 

## La grande sfida
- Titolo Originale: Kim of Kong
- Diretto da: Sean K. Lambert
- Scritto da: David Bickel

### Trama
Kim è stufa di allenarsi con Milton, perché è cintura gialla, mentre lei vuole allenarsi con uno del suo stesso livello. Decide così di allenarsi con Jack, ma lui trucca la sfida. Kim decide allora di sfidarlo al gioco in cui lui è imbattile e i due finiscono per litigare. Alla fine della grande sfida vince Jack, ma Kim è contenta lo stesso visto che l'unica cosa che lei voleva era un combattimento leale. 
Intanto Jerry ed Eddie devono tenere un'iguana mentre Rudy e Milton partecipano ad una gara di modellini per trenini, e alla fine vincono anche loro.

## Un tuffo nel passato
- Titolo Originale: Kickin' It Old School
- Diretto da: Sean McNamara
- Scritto da: David Bickel

### Trama
Rudy non sta più nella pelle dopo che ha scoperto che sta per essere inserito nella Seaford High Hall of Fame, ma quando Milton e Julie scoprono che non si è mai tecnicamente laureato, Rudy dovrà tornare a scuola.

## L'eletto
- Titolo Originale: The Chosen One
- Diretto da: Sean K. Lambert
- Scritto da: Byron Kavanagh

### Trama
I ragazzi vengono invitati dai guerrieri ShaoLin nel loro dojo. Il gran maestro però pensa che Jerry sia l'eletto che tutti attendevano, ma un guerriero capisce che non è così e quando lo scoprono i ragazzi sono banditi da quel posto. Jerry però capisce che un guerriero vuole far fuori il gran maestro per avere grandi ricchezze, così lo impedisce.

## Vai per la tua strada, Jack!
- Titolo Originale: Hit the Road Jack
- Diretto da: Sean K. Lambert
- Scritto da: Jim O'Doherty

### Trama
Jack partecipa ad un torneo di karate e viene visto da un gran maestro che gli chiede di accettare una borsa di studio per una scuola in Giappone per quattro anni. Jack accetta e la prima a rimanerci male è Kim, sapendo che non vedrà Jack per molto tempo. Kim confessa a Joan che prova qualcosa per Jack e in una lettera scrive tutto quello che prova per lui e Jack fa lo stesso. Quando i due si scambiano le lettere, se le riprendono dopo che Jack decide di non partire più. A scuola intanto arriva un ragazzo, ex-criminale, e Milton lo accusa di aver rubato.

## Viaggio nel tempo
- Titolo Originale: A Slip Down Memory Lane
- Diretto da: Jim O'Doherty
- Scritto da: Adrienne Sterman

### Trama
Jack sta per battere il record del maggior numero di tavolette rotte da un ragazzo sotto i 15 anni. Kim per la gara gli regala un braccialetto e quando sta per dire che loro sono più che amici se ne va. Jack la rincorre per sapere cosa intende dire ma inciampa e, sbattendo la testa, perde la memoria. Durante il corso della puntata vengono fatti rivedere molti ricordi delle vecchie puntate. Alla fine Jack ricorda tutto dopo aver guardato Kim e batte il record.

## Milton wedding planner
- Titolo Originale: Wedding Crashers
- Diretto da: Eric Dean Seaton
- Scritto da: Jim O'Doherty

### Trama
Bobby si sente solo, ma incontra una donna e decidono di sposarsi. Ad occuparsi di tutto sono Milton e Mika, la nipote di Phil. Jack e Jerry scoprono che però la futura moglie non è altro che la vedova nera, una pericolosa donna, che vuole sposare Bobby solo per il suo denaro. L'anello per Bobby infatti conteneva un veleno. Alla fine riescono a fermarla.

## I guerrieri Wazombie
- Titolo Originale: Wazombie Warriors
- Diretto da: Sean K. Lambert
- Scritto da: Byron Kavanagh & David Bickel

### Trama
Jack invita Kim al cinema. Jerry invece invita una ragazza, ma Lindsay dice che la sua amica uscirà con lui solo se Jack uscirà con lei, Jerry allora accetta. Jack, per far contento Jerry, sceglie Lindsay e Kim va a sedersi lontano da lui. Kim sogna di essere in un mondo di zompiri (zombie e vampiri insieme) e che i ragazzi devono fermarli. Alla fine del sogno Kim dice a Jack che lui deve stare con lei.
Al suo risveglio, Jack decide di andare al cinema con Kim un altro giorno. Durante il secondo film, Jack dice che è il film più brutto che abbia mai visto, ma è contento perché è con Kim.

## Compagni di "suola"
- Titolo Originale: Sole Brothers
- Diretto da: Phill Lewis
- Scritto da: Frank O. Wolff

### Trama
Jack e Jerry iniziano a lavorare entrambi in un negozio di scarpe, promettendosi di proseguire insieme, i guai iniziano quando Jerry è promosso a manager e Jack no.

## Piccoli presidenti crescono
- Titolo Originale: All the Preseident's Friends
- Diretto da: Eric Dean Seaton
- Scritto da: J.B. Cook

### Trama
Milton e Jerry competono per diventare i nuovi presidenti della scuola per far cadere il vecchio presidente Frank. Dopo che Milton vince Frank fa di tutto per rovesciarlo. Intanto Kim viene assunta da Rudy per aiutarlo per la produzione teatrale dello spettacolo "Romeo e Giulietta".  

## Una nuova squadra per Jack
- Titolo Originale: New Jack City
- Diretto da: Sean K. Lambert
- Scritto da: Joel McCrary & Itai Grunfeld

### Trama
Jack si sente escluso, quando ritorna a Seaford un vecchio amico dei ragazzi e allievo di Rudy. Dopo che Carson supera Jack nelle prove per partecipare al torneo, Jack si unisce ai Black Dragon per poter riprendersi i suoi amici, il problema è che Carson usa dei trucchi durante il torneo.

## Karate Games
- Titolo Originale: Karate Games
- Diretto da: Sean K. Lambert
- Scritto da: J.B. Cook

### Trama
Un eccentrico produttore di Hollywood lancia Kim e Jack come star del suo prossimo film "Karate Games", questa loro grande occasione diventa un incubo quando scoprono che la scena finale del film è una vera e propria battaglia per la loro vita. Rudy dopo aver accompagnato i due suoi allievi agli studios, partecipa ad un quiz per vincere una grossa somma di denaro.

#### Curiosità
- Questo episodio è una parodia del film Hunger Games

## Un calcio al passato
- Titolo Originale: Kickin' It On Our Own
- Diretto da: -
- Scritto da: -

### Trama
Lo zio di Rudy, Blake, sta per arrivare a Seaford. Il problema nasce quando Rudy confessa ai ragazzi di aver detto allo zio che ha speso i suoi soldi per avere un lavoro in economia, invece di costruire il dojo. Così i ragazzi lo aiutano a farlo sembrare un vero commerciante, ma Rudy si appassiona a questo lavoro e decide di lasciare il dojo. Bobby Wasabi poi comunica che darà il dojo all'unico insegnante di karate rimasto, Ty, che trasformerà il dojo Wasabi in quello dei Black Dragon e cercherà di farne uscire i ragazzi, dandogli prove difficili e facendoli tornare a cintura bianca (primo livello);per non far preoccupare Rudy dicono che sta andando tutto bene. I ragazzi però abbandonano il dojo e promettono di non dividersi anche se non si rivedranno mai ogni pomeriggi. Tre mesi dopo Rudy ingrassa e decide di fare una cena per rivedersi con i ragazzi, così chiama Jack. Purtroppo i ragazzi non si sono più visti, così Milton è andato alla Swatmore per lo studio e Jerry lavora lì come bidello. Eddie fa un corso di danza, Kim invece è tornata con le cherleeaders e ha un nuovo ragazzo ora, Brett. All'inizio i ragazzi non accettano, ma alla fine si decidono. 
Dopo la cena Rudy viene a sapere che i ragazzi non hanno più praticato karate in tutti quei tre mesi, così insieme a loro, decide di riprendersi il dojo in una sfida. Grazie alla zia di Milton, i ragazzi tornano come prima e riescono a riprendersi il loro dojo. Alla fine della puntata Kim lascia Brett dicendogli di amare un altro, Jack sente tutto e la invita per un appuntamento a prendere una pizza.

#### Curiosità
- In Italia questo episodio è stato diviso in due parti

## Lo spirito del Natale
- Titolo Originale: Oh, Christmas Nuts
- Diretto da: Bill Shea
- Scritto da: Matthew Edsall & Jana Godshall

### Trama
Rudy vuole far capire ai ragazzi che Natale non vuol dire solo regali, così mette a lavorare Milton, Jack e Jerry insieme a Babbo Natale nel centro commerciale, per beneficenza. I ragazzi poi vengono incolpati di aver rubato i giocattoli, mentre si trattava di un piano per farli cacciare. I ragazzi scoprono così che Babbo Natale e il suo elfo sono i veri ladri, e riescono a prenderli. Intanto Eddie e Kim vogliono decorare il centro commerciale ma iniziano a litigare e fanno saltare la corrente. 

#### Curiosità
- Questo episodio è l'ultimo in cui appare Alex Christian Jones (Eddie) come membro del cast principale
- Appare in una scena Sean Ryan Fox